# Naonobu Fujii
Naonobu Fujii Naonobu Fujii (藤井 直伸 Fujii Naonobu?, prefectura de Miyagi, Japón; 5 de enero de 1992 – 10 de marzo de 2023) fue un jugador de vóleibol japonés, que jugaba en la posición de Armador.

## Carrera

### Club
A nivel universitario jugó para la Universidad de Juntendo, y a nivel profesional jugó toda su carrera con los Toray Arrows, principalmente a causa del Terremoto de Tohoku de 2011 donde su familia lo perdió todo.

### Selección nacional
Jugó para Japón de 2017 a 2021, participó en tres ediciones del Campeonato Asiático de Voleibol y en los Juegos Olímpicos de Tokio 2021 donde finalizó en séptimo lugar.

## Enfermedad y muerte
El 27 de febrero de 2022 Fujii anunció que fue diagnosticado con cáncer estomacal en fase 4, que hizo metástasis en el cerebro.
Fujii muere por complicaciones con el cáncer el 10 de marzo de 2023 a los 31 años. La JVA envió sus condolencias a su familia y a los aficionados por la pérdida.

## Logros

### Selección nacional
- Campeonato Asiático de Voleibol (1): 2017

### Individual
- Mejor Armador del Campeonato Asiático de Voleibol Masculino de 2017.[8][9]
- Equipo ideal de la V.Premier League Men's en 2016-17.